# Edom

Harta Levantului prin anul 830 î.e.n.

Edom (Idumeea) (ebraică: אֱדוֹם, greacă: Ἰδουμαία, latină: Idumaea) desemnează o entitate etnică și statală antică bazată pe o uniune de triburi de limbă semită care, din epoca de fier târzie, s-a așezat în sudul Mării Moarte, în Negev, - în sudul statului Israel de astăzi, cât și în depresiunea Arava (sau Wadi Araba) și la răsăritul ei, în sud-vestul actualei Iordanii, până la capătul de nord al  Mării Roșii. Regiunea geografică populată de aceasta, dominată în est de Munții Edom, s-a numit de asemenea Edom.
Membrii acestei entități, edomiții, sunt menționați in Biblia ebraică, iar genealogia mitică  biblică îi consideră urmașii lui Esau, fratele mai mare al lui Iacob (Israel).
(Gen.36:9)
Anexați în mai multe rânduri la regatul Iudeii, ei și-au pierdut definitiv regatul în vremea invaziei babilonene. Cunoscuți în epoca greco-romană sub numele de  idumei,  edomiții s-au asimilat cu timpul la evreii antici, mai ales în timpul dinastiilor Hasmoneilor (de exemplu în cursul convertirilor  forțate din timpul lui Ioan Hyrcanos) și Antipatrizilor (Irod și urmașii lui, aceștia fiind ei înșiși de origine edomită) .
După  Războiul iudeilor nu se mai pomenește de existența  acestei etnii.

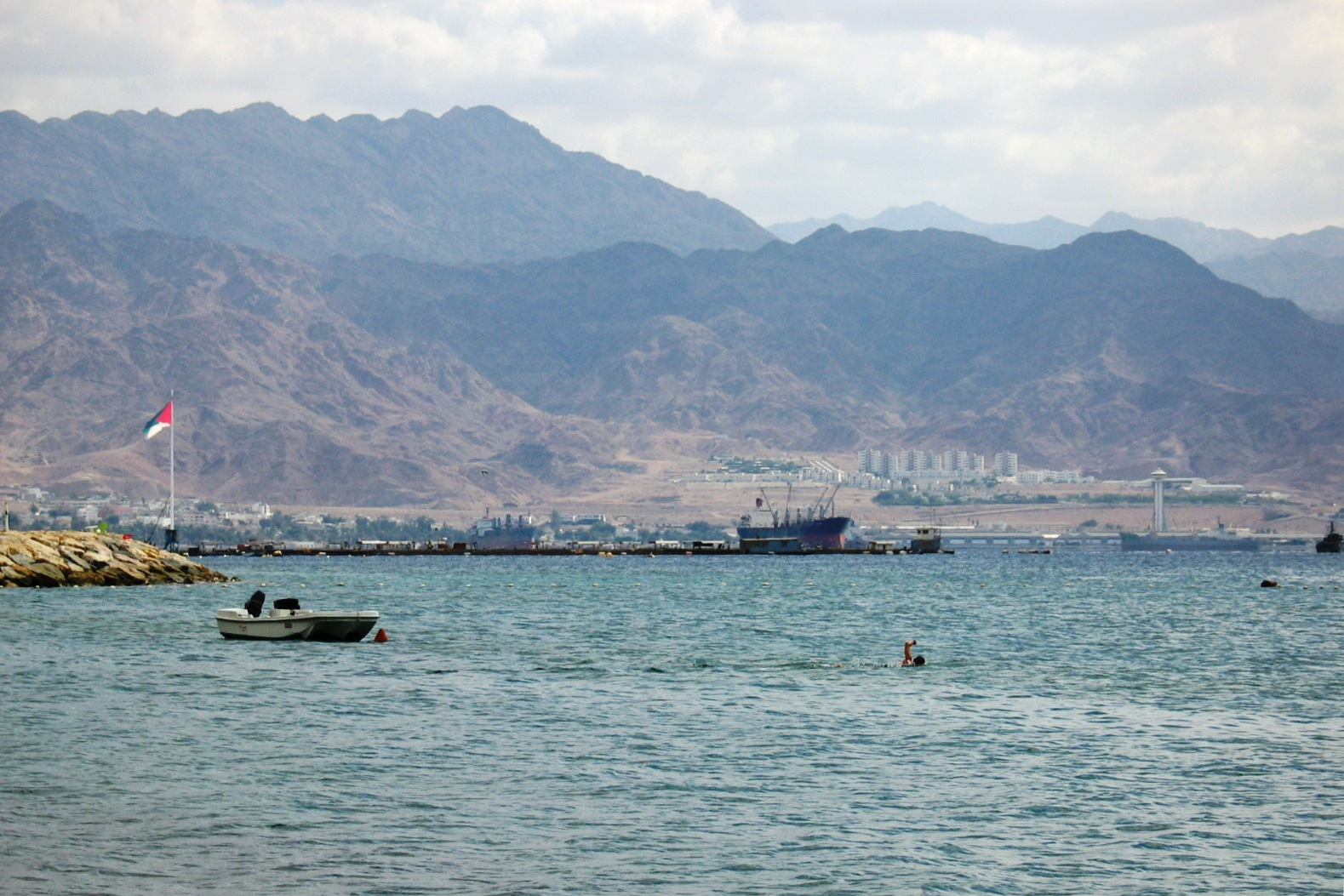
Munţii Edom cu portul iordanian Akaba, văzuţi din oraşul israelian Eilat

Capitala Edomului a fost Botzra, mai târziu Sela (Petra).
Edomul a cuprins și porturile la Marea Roșie Etzion Ever și Eilat. 
Zeul principal al edomiților se numea Kos. 